# Parnidžio kopa
Parnidžio kopa nebo Parnidis dune (německy Parnidis-Düne nebo Parniddener Düne) je písečná pouštní pohyblivá duna s nadmořskou výškou 52 m, která se nachází u ruských hranic, jihovýchodně od Nidy v Nerinze na Kurském poloostrově v Klaipėdském kraji v Litvě. Parnidžio kopa patří mezi hlavní turistická lákadla Národního parku Kurská kosa. Parnižio kopa je téměř cele nezalesněná duna, která je sice z větší části nepřístupná z důvodu přísně chráněné rezervace, avšak i její přístupná část vytváří úchvatné a jedinečné panorama písku. Východní část duny začíná v Kurském zálivu a západní část je zalesněná. Parnidžio kopa je jedna z nejvyšších písečných přímořských dun v Evropě. V minulosti byla duna vyšší než 60 m a saltačními procesy se pomalu přesouvá na východ do Kurského zálivu. Písek kopy místy obsahuje 85 až 99 % křemene.

## Další informace
Vrchol duny je zpevněný a nachází se na něm kamenný sluneční kalendář (Saulės Laikrodis), několik laviček, informačních tabulí a vyhlídka.
Pod vrcholem je parkoviště a na vrchol vede několik turistických stezek. Pod vrcholem je u silnice několik soch a laviček.
Při procházkách po duně lze nalézt také "Údolí smrti" - pásmo zaniklých sídel.

## Galerie

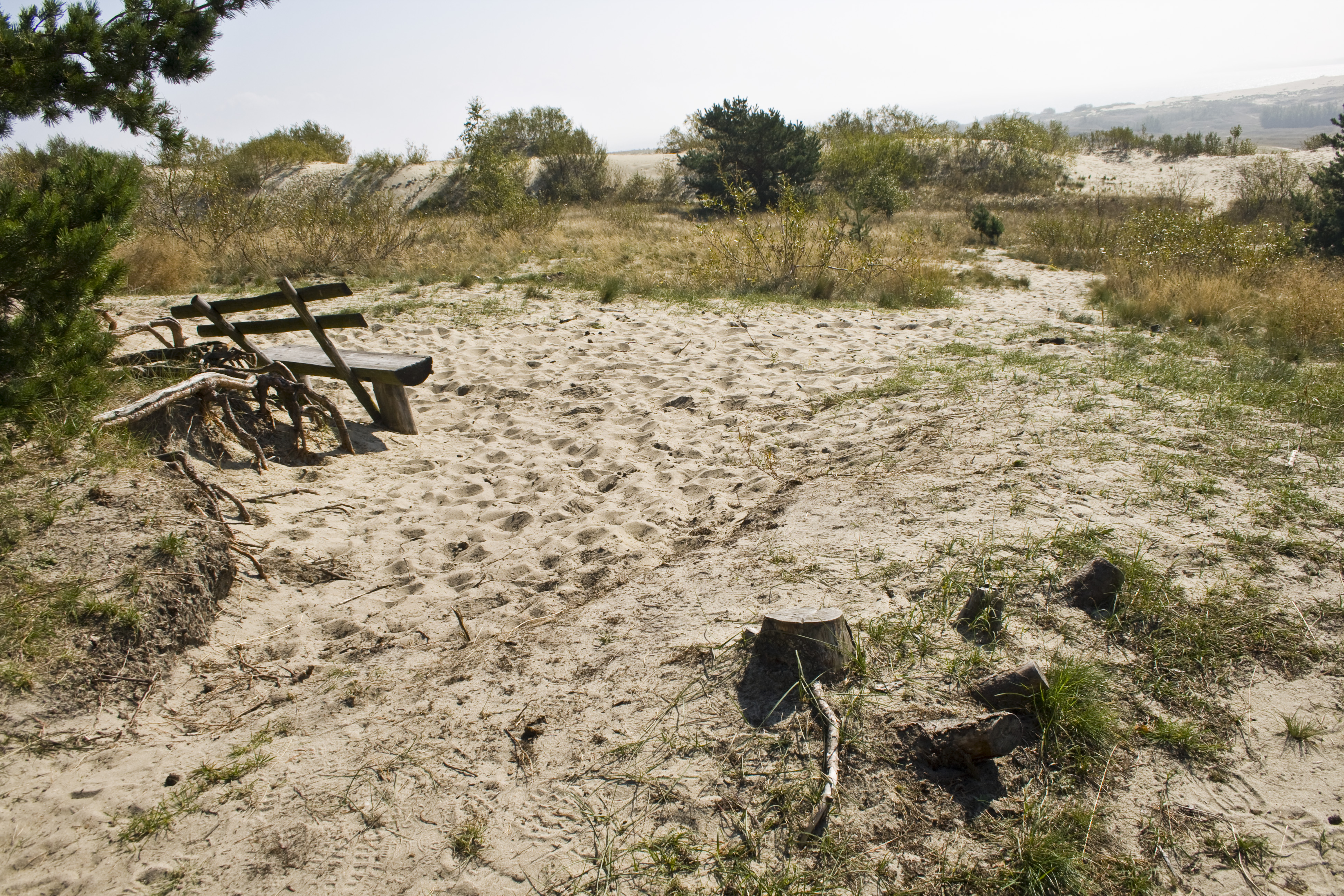
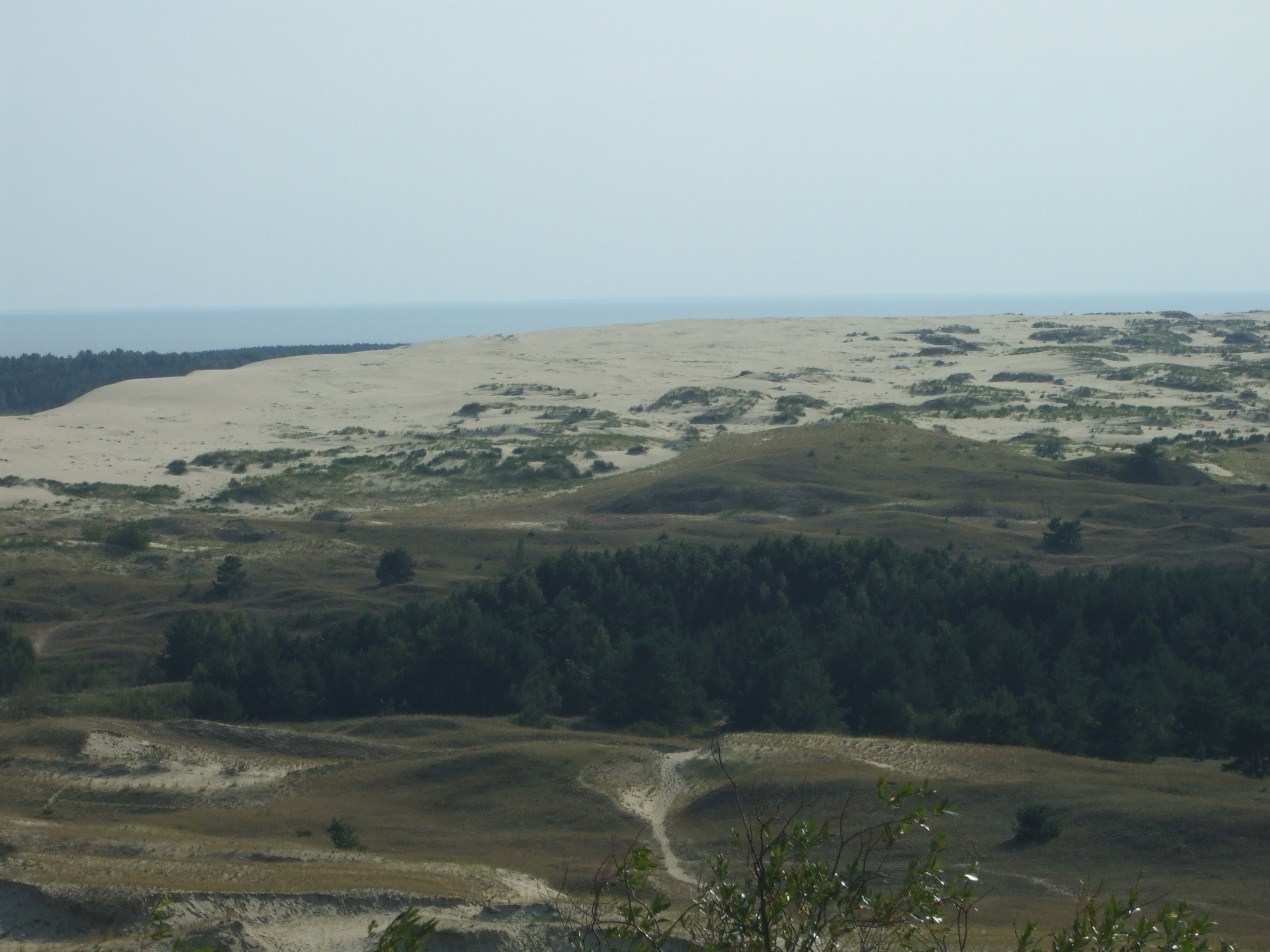
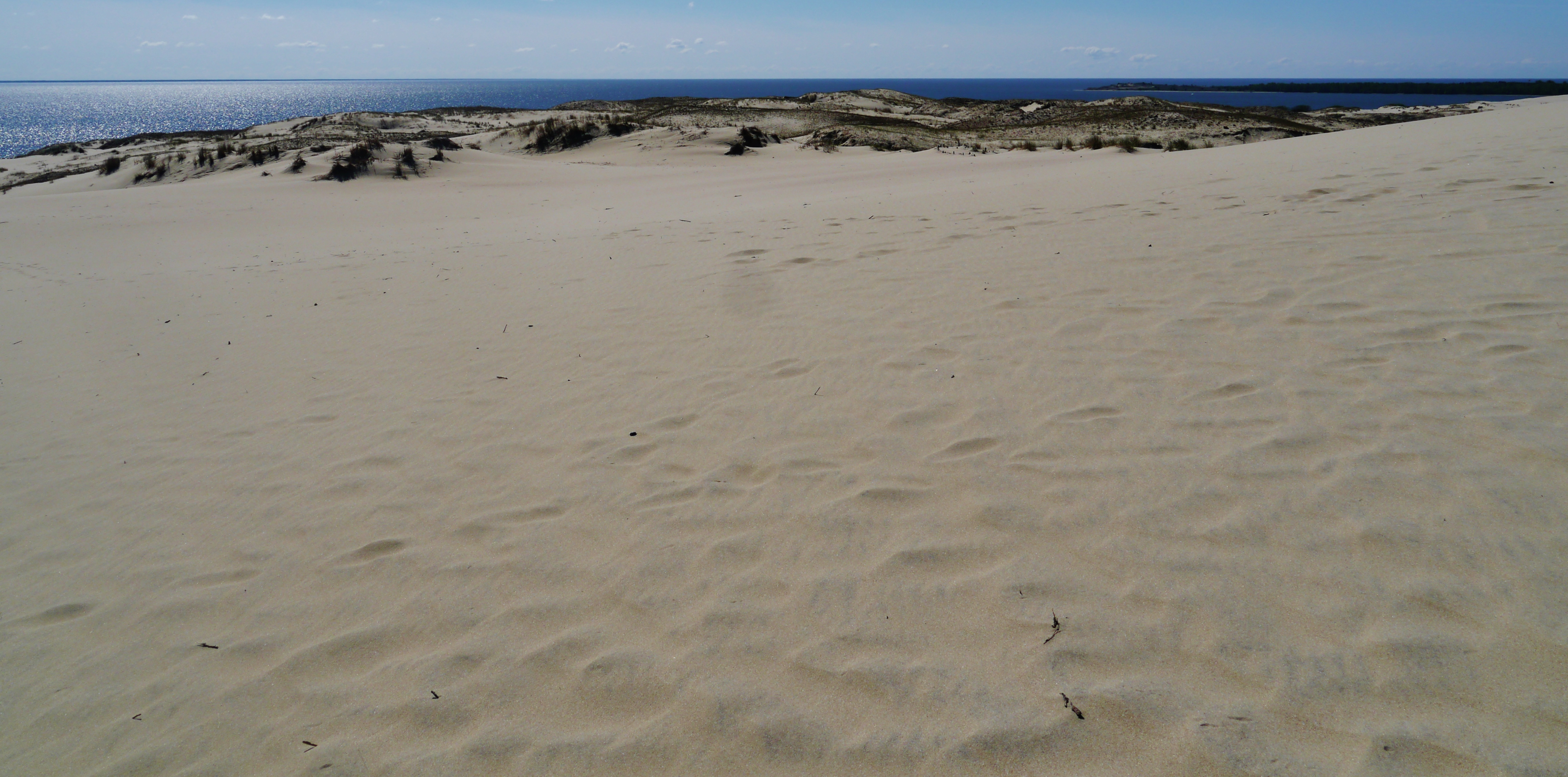
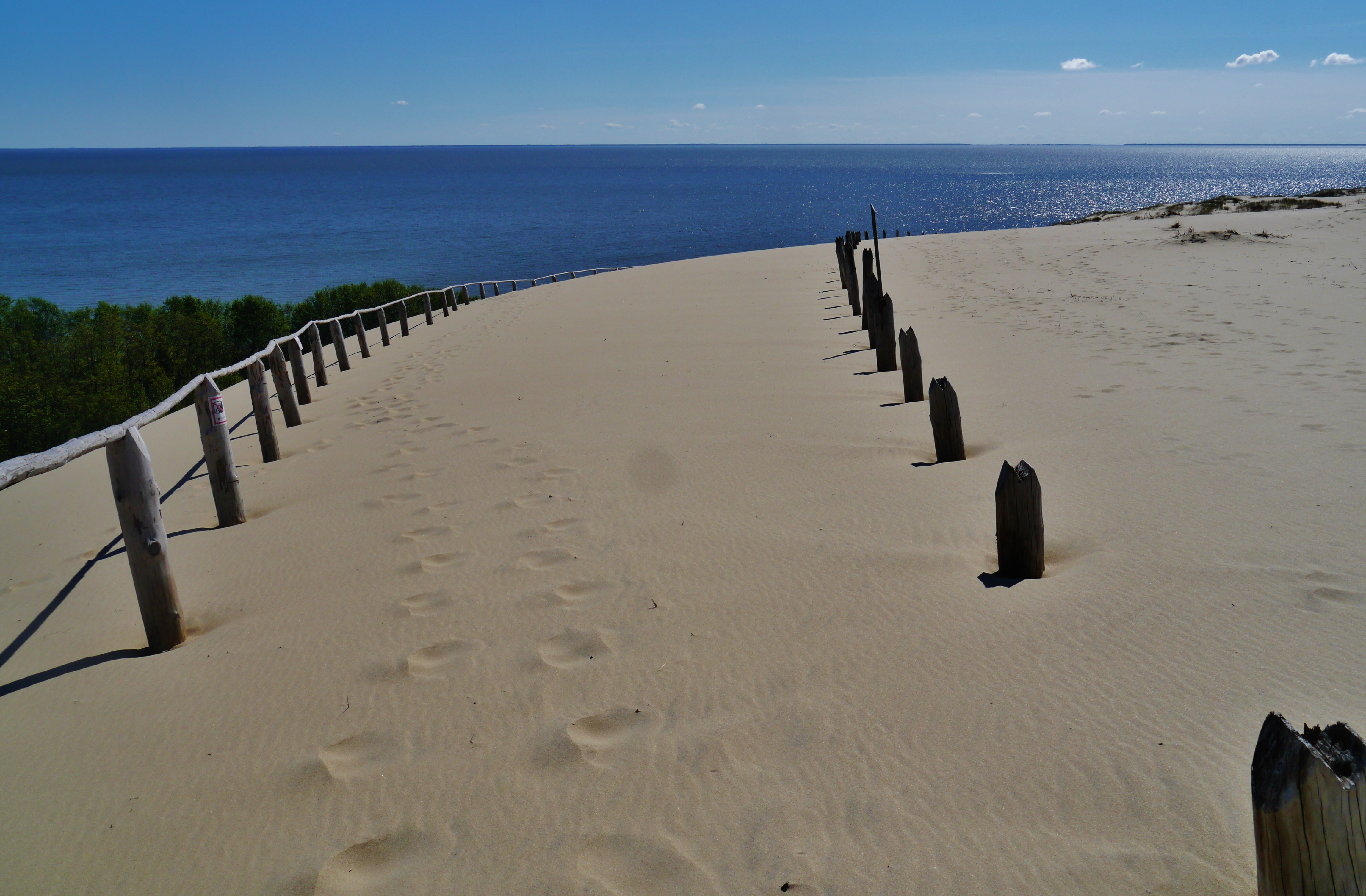
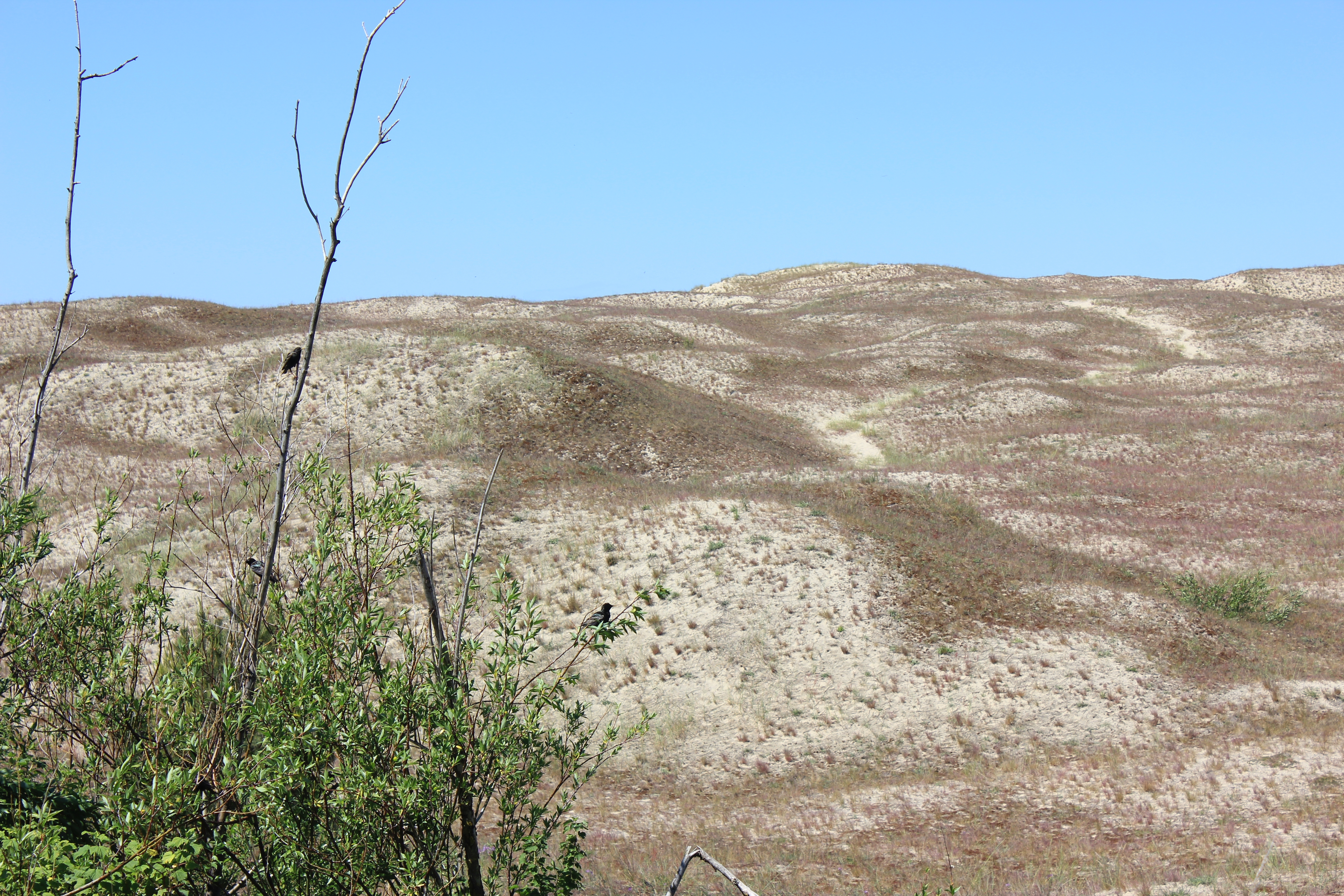
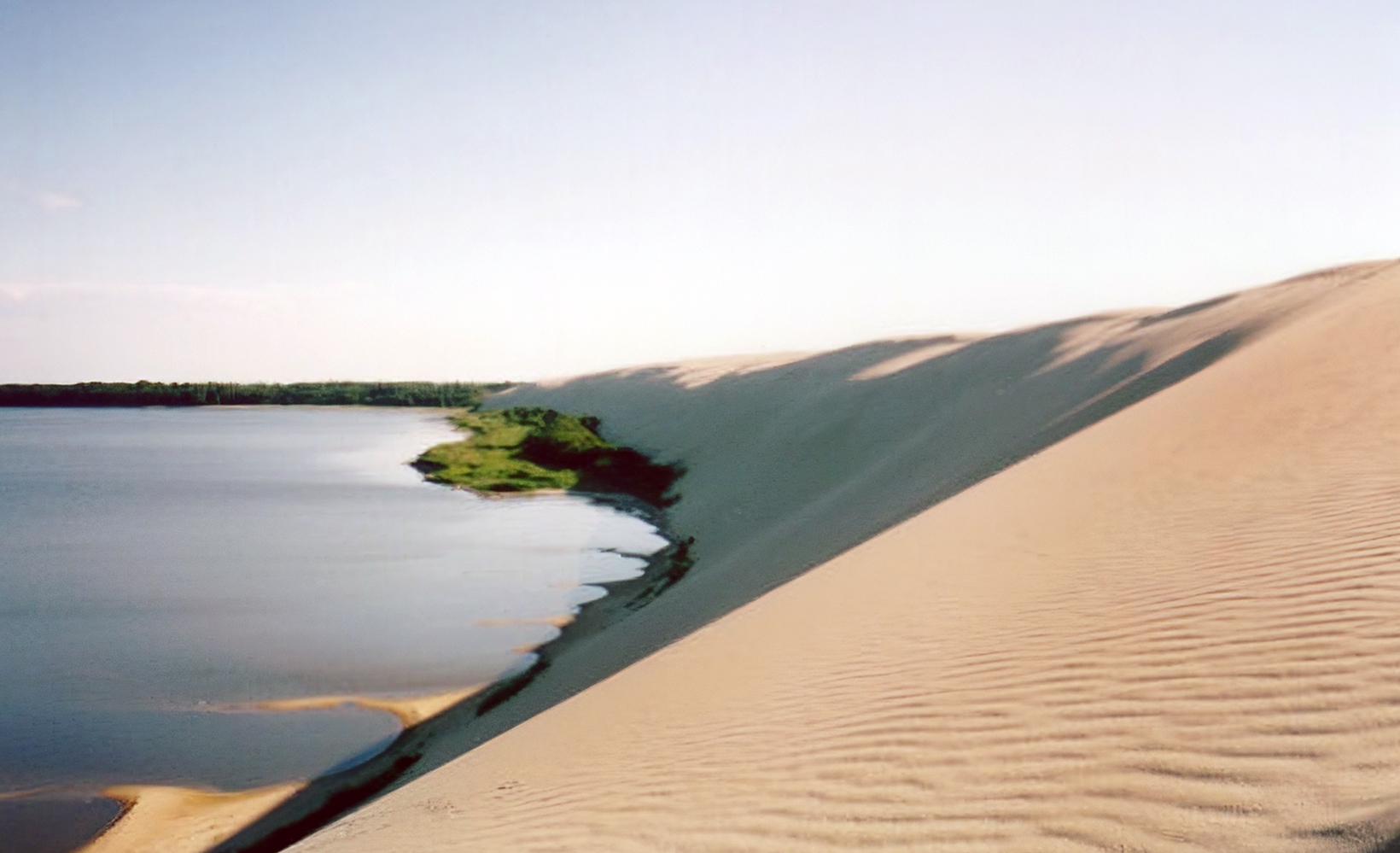
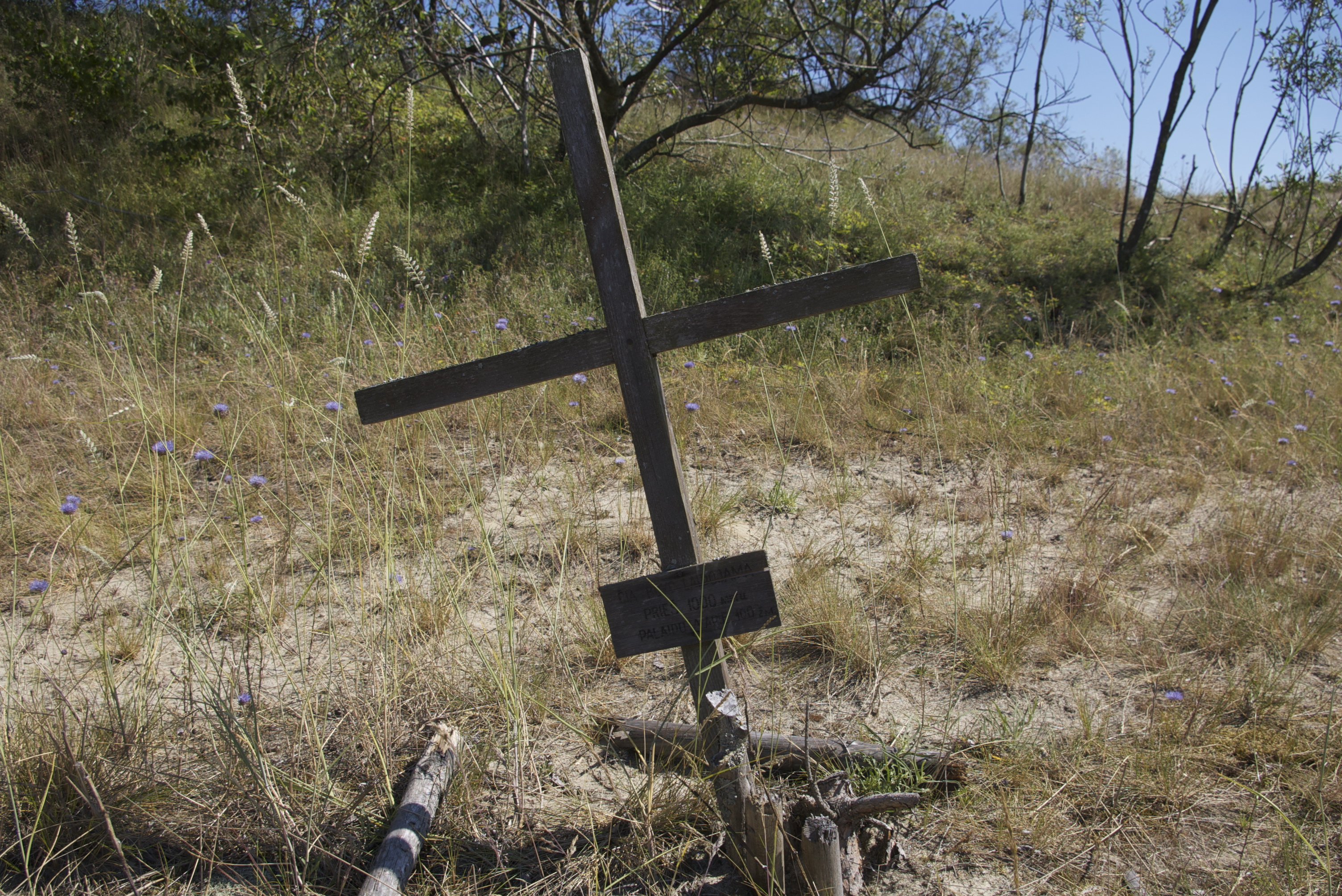
Kříž v Údolí smrti
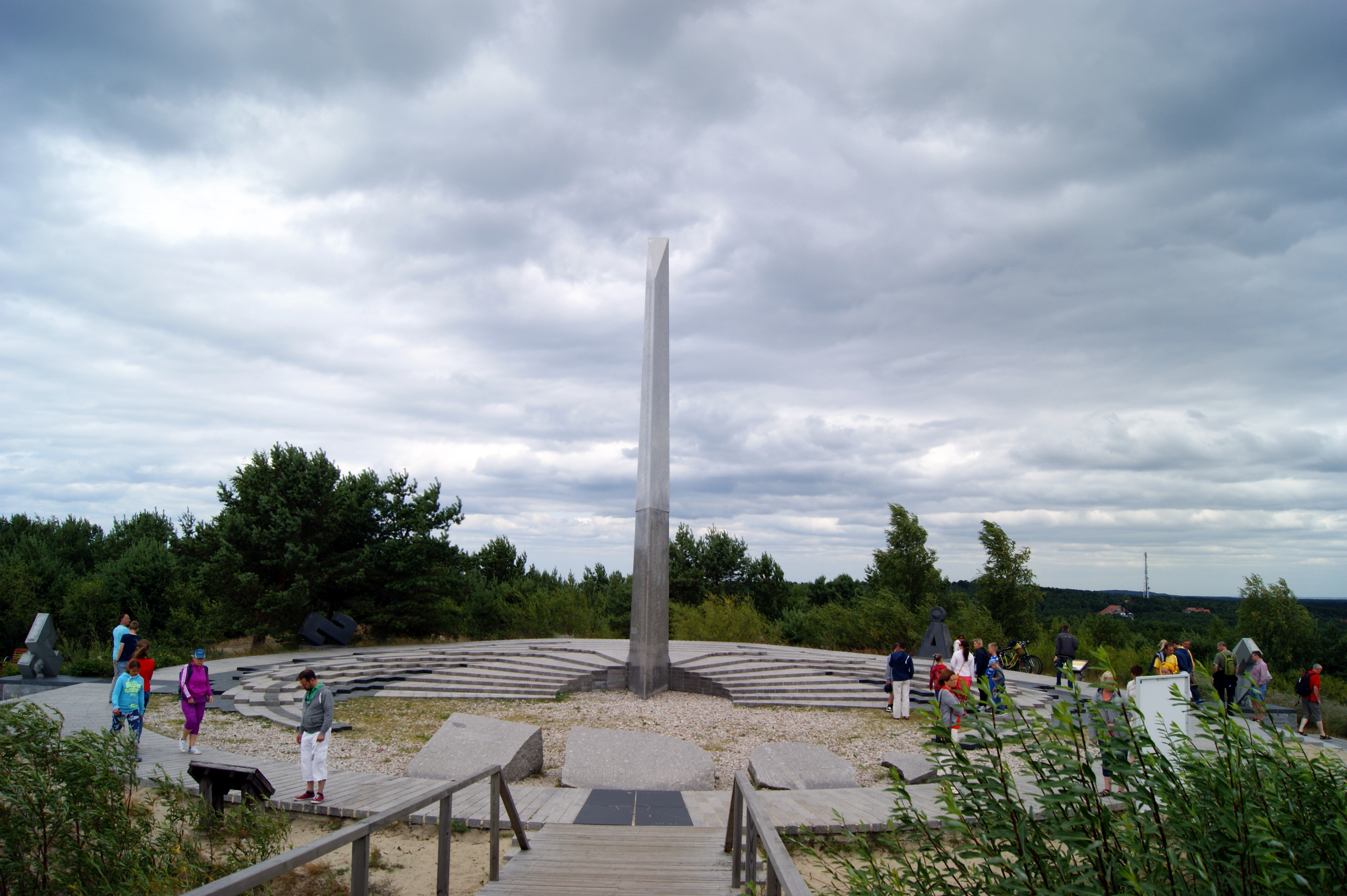